# توفيق زغدان
توفيق زغدان (بالفرنسية: Toufik Zeghdane)‏ هو لاعب كرة قدم جزائري ، ولد يوم 17 سبتمبر 1992 في ريفين في فرنسا. يلعب كمدافع لـ نادي سويفت إيسبيرانج.

## روابط خارجية
- توفيق زغدان على موقع قاعدة بيانات كرة القدم.إي يو (الإنجليزية)
- توفيق زغدان على موقع Soccerway.com (الإنجليزية)